# Chiesa di Sant'Ivo alla Sapienza
Sant'Ivo alla Sapienza è una chiesa di Roma dedicata a sant'Ivo Hélory, situata nel rione di Sant'Eustachio, realizzata nella seconda metà del XVII secolo (tra il 1642 e il 1660) dall'architetto italo-svizzero Francesco Borromini.
Per i suoi valori artistici, tecnici e simbolici, l'edificio è considerato come uno dei capolavori dell'architetto, del barocco e della storia dell'architettura in generale.

## Storia
Nel 1632 Francesco Borromini divenne architetto della Sapienza e cominciò a occuparsi della chiesa che doveva sorgere all'interno del complesso universitario. In quel momento l'impianto del cortile su cui doveva affacciare era già stato definito da Giacomo della Porta, compresa l'esedra terminale, ed era stata anche prevista una chiesa a pianta circolare con piccole cappelle. Borromini, invece, progetta un organismo certamente a pianta centrale, ma dalla geometria complessa. 
I lavori iniziano solo nel 1643, anche se probabilmente la progettazione iniziò prima e attraversò varie fasi, compresa la realizzazione di modelli lignei. I lavori proseguirono per oltre vent'anni. La prima fase costruttiva fu dal 1643 al 1655 quando la chiesa si trovava ancora al grezzo e con edifici estranei addossati. Dopo un'interruzione i lavori ripresero nel 1659, con il completamento della chiesa, la realizzazione della Biblioteca universitaria Alessandrina e delle facciate su piazza sant'Eustachio e via dei Canestrari. Nel 1660 la chiesa fu consacrata, anche se i lavori proseguirono ancora per qualche anno. La biblioteca fu invece completata dopo la morte di Francesco Borromini.
Dopo l'unità d'Italia la chiesa venne chiusa al pubblico e usata come archivio universitario per alcuni decenni, finché nel 1926 il sacerdote Giovanni Battista Montini, futuro papa Paolo VI, si adoperò con successo per la sua riapertura al culto facendo pressione al rettore universitario Giorgio Del Vecchio e al ministro della pubblica istruzione Pietro Fedele.; Montini divenne fra il 1928 e il 1935 il parroco della chiesa insieme con Angelo Roncalli, futuro papa Giovanni XXIII. Durante la seconda guerra mondiale il cortile della chiesa divenne luogo di riunione segreta per disertori e antifascisti.
Attualmente la chiesa ospita il Centro culturale Paolo VI ed è aperta alla visita ogni domenica due ore prima della messa delle ore 11:00.

## Descrizione

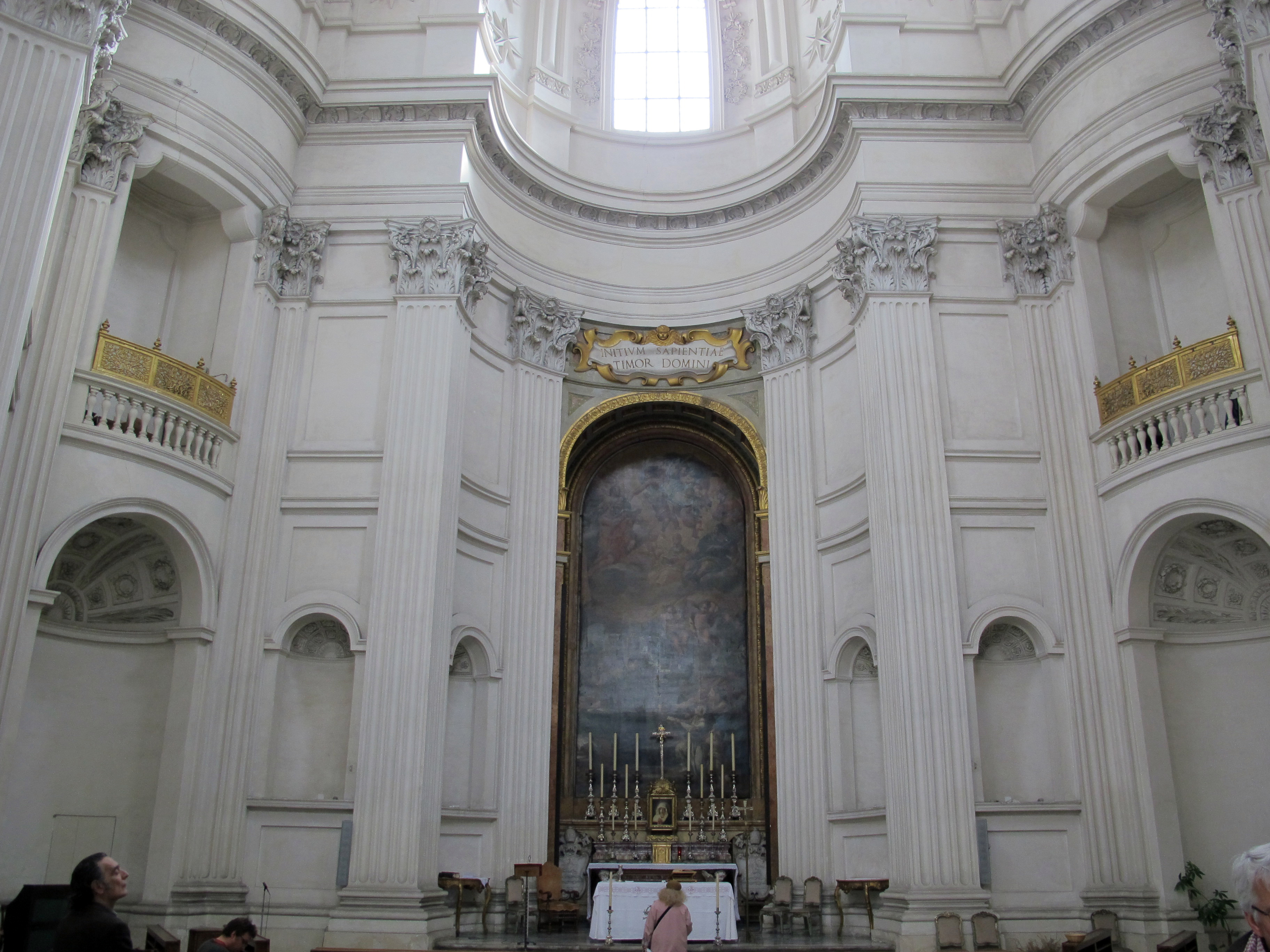
Vista del presbiterio.

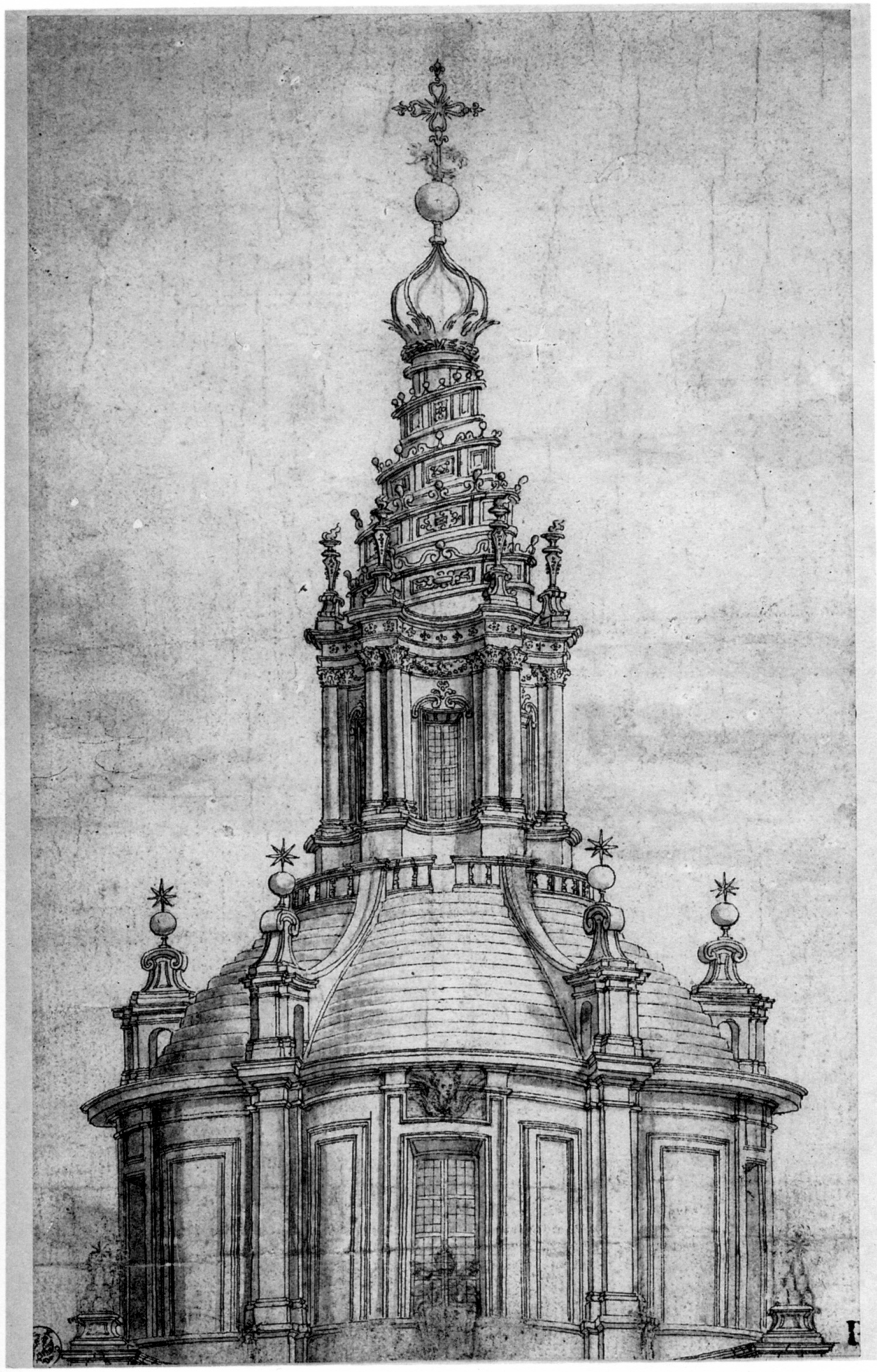
Prospetto dal cortile.

Sant'Ivo alla Sapienza fu tema difficilissimo per Borromini, condizionato dalla preesistenza del palazzo e del cortile già realizzati che lasciavano uno spazio quadrangolare molto limitato per far costruire la chiesa.
Da questi vincoli egli ricaverà un'occasione di grande libertà. È una pianta triangolare che gli consente di creare un corpo organizzato sulle linee; raddoppia il triangolo per creare una stella a sei punte che occupi tutta la superficie a disposizione, e a questa forma sottrae ed aggiunge spazi circolari secondo un rigoroso schema logico. L'esigenza di sfruttare il più possibile un lotto di forma quadrata, l'interesse per un involucro mistilineo (che gli permettesse di continuare l'esperienza di San Carlino alle Quattro Fontane) e l'idea di trarre spunto da forme simboliche (capaci di legare l'origine e lo schema a dei significati primari) saranno i motivi ispiratori del progetto. 
Il risultato è ottenuto con estrema purezza e apparente semplicità: la pianta centralizzata, mistilinea, disegna una sorta di stella a sei punte, e le mura ne ricalcano il perimetro.
La fascia della parete, caratterizzata da lesene scanalate e cornici orizzontali, è sormontata da una cornice non eccessivamente aggettante, con funzioni di trabeazione, in cui ritroviamo il motivo del soffitto leggermente concavo, già visto nel San Carlino; sulla trabeazione poggia infine la cupola con sottili costolature che convergono verso la lanterna. All'esterno la cupola presenta un tamburo articolato su linee convesse e si conclude su un'alta lanterna con un coronamento a spirale. Tutta la parte terminale è caratterizzata da un ideale percorso ascensionale che trova un precedente nel tiburio e del campanile della basilica di Sant'Andrea delle Fratte.
All'interno si segnala la pala d'altare con Sant'Ivo patrono degli avvocati di Pietro da Cortona, incompiuta per la morte del maestro nel 1669 e terminata dai suoi allievi.

## Simbologia, lettura e riferimenti

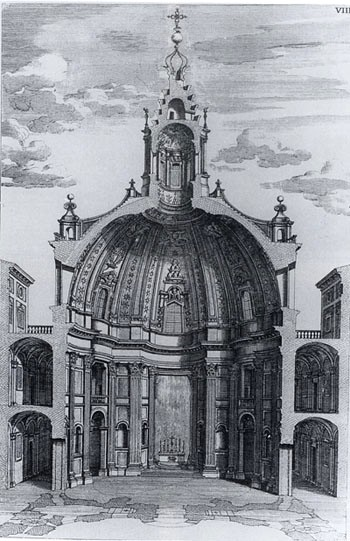
Sezione verticale dell'edificio (1720).

Schema della pianta.

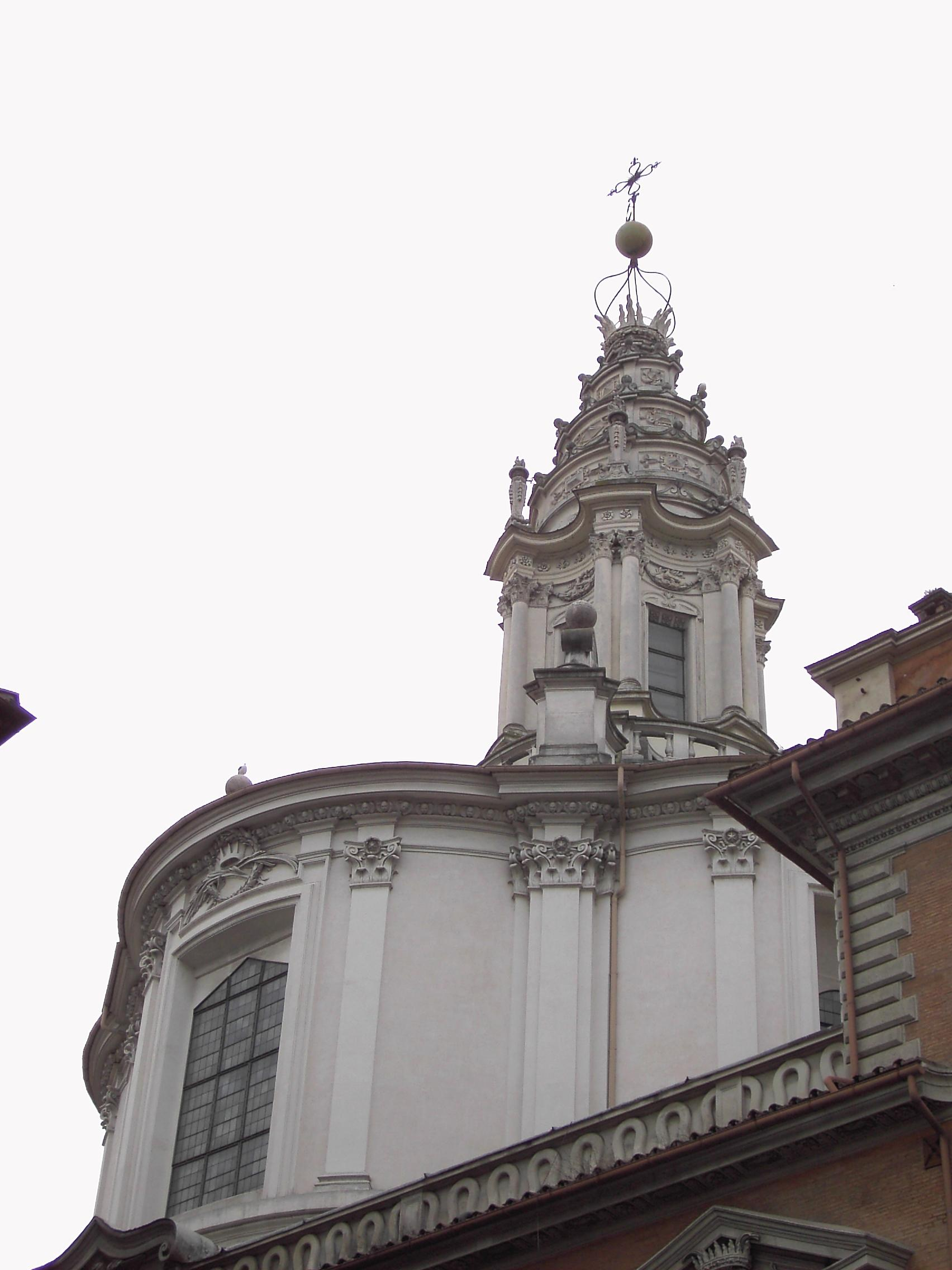
La lanterna da Piazza sant'Eustachio.

La simbologia che il Borromini adopera nella pianta mistilinea, legata al tema della religione, è interessante per chiarire certe componenti della sua cultura, ma l'elemento ispiratore maggiore è l'intuizione dello spazio come elemento che reagisce in senso negativo, rispetto al movimento della massa muraria. Continuità e organicità si raggruppano comprendendo che si deve creare un ordine nuovo, perciò la cupola non è più sorretta da arconi strutturali che creano delle unità secondarie confluenti a crearne una sola primaria, ma va a poggiare direttamente sul contorno mistilineo della Cappella, trasformando in modo lento e graduale la complessa forma di partenza in un cerchio perfetto, rappresentante Dio. La scelta del triangolo è di natura simbolica, in quanto rimanda alla Trinità. Il numero 3 è ricorrente altrove: le stelle della cupola sono 111 (1 + 1 + 1 = 3). Altro numero simbolico utilizzato è il 12, ottenuto moltiplicando il 3 con il 4, simbolo del mondo e dello spazio (quattro sono gli elementi naturali e i punti cardinali). Dodici sono infatti i gradini che sovrastano il tamburo. Le stelle che decorano la cupola si distribuiscono su 8 livelli e alternano 8 e 6 punte: l’otto è il numero dell’equilibrio cosmico, il sei, numero biblico per eccellenza, è mediatore tra il principio di tutto e la creazione (Dio creò il mondo in sei giorni).
A coronamento della chiesa, infine, è posta una lanterna spiraliforme che rimanda al Faro di Alessandria, come se la chiesa dovesse appunto fungere da faro per i fedeli: sul colmo della lanterna sono presenti delle "fiamme" in pietra che indicano il fuoco che illumina il percorso dei cristiani.
La Trinità, simboleggiata dal triangolo, è la figura di partenza che, combinata con un altro triangolo rovesciato e con parti di cerchio concave e convesse, formerà la figura stilizzata di tre api, simbolo a sua volta di carità, prudenza e laboriosità, nonché nello stesso tempo elemento araldico nello stemma della famiglia Barberini, il cui esponente papa Urbano VIII commissionò la chiesa.

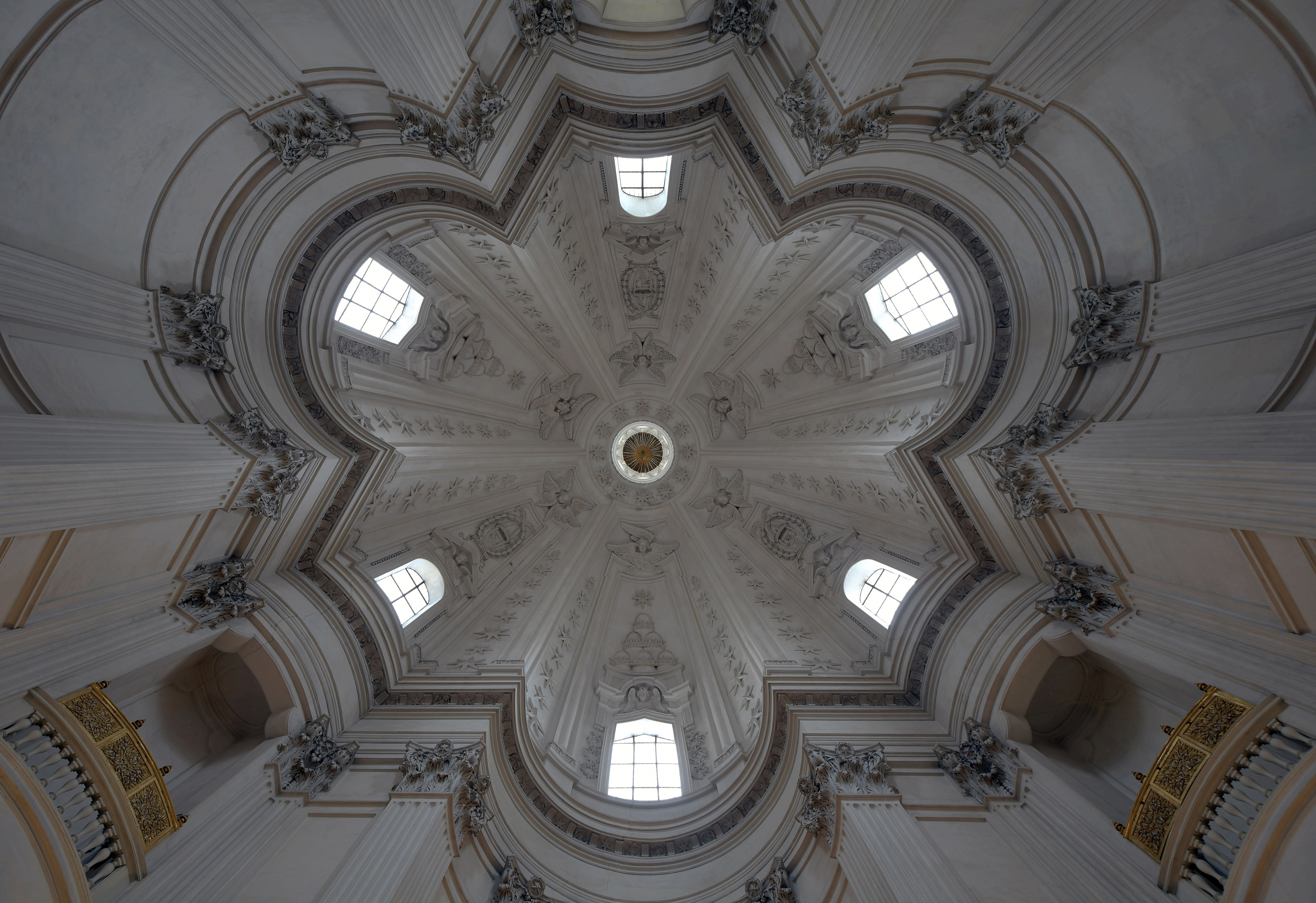
La cupola dall'interno.

Nella sua ricerca di sintesi, egli opera una fusione di elementi classici e gotici, usandoli non come ingrediente per un compromesso, ma come elementi rivissuti prima separatamente e poi organicamente. La stessa operazione di coerenza avviene tra esterno e interno e non per ragioni meccaniche, anzi perché da questo punto di vista, la cupola sarebbe un falso strutturale, in quanto la diversità dei sei lobi interni non traspare nell'esterno, e il sesto acuto interno è nascosto da un tamburo e un tetto a gradinate va verso la lanterna: non esiste cioè corrispondenza tra interno ed esterno. 
La lanterna che all'interno è completamente rotonda, all'esterno è composta da sei parti concave con doppie colonne che terminano in pinnacoli altissimi, mentre la spirale che sale verso l'alto non trova corrispondenza in una forma interna dove la lanterna finisce molto prima. La continuità è resa dalla linea sinusoidale del tamburo che viene evidenziata dalla cornice in alto. L'aspirazione all'infinito è data dalla elica, e la leggerezza ricreata trova il suo compimento nella gabbia di ferro e nel globo posti sopra le fiamme che, come la luce di un faro, devono illuminare il fedele. Il rapporto tra la muratura e l'atmosfera diventa qui più serrato e Borromini dimostra che la materia è anche entità incorporea, senza peso, nella luce.
Come nei casi dei globi di travertino, che sono tenuti sollevati da una piccola asta di ferro sopra i merli che hanno funzione di pinnacolo che appesantisce il contrafforte (come nelle cattedrali gotiche). I riferimenti sono nel gotico fiorito del duomo di Milano, nelle rappresentazioni mitiche della spiraliforme torre di Babele e nel faro di Alessandria che, fusi fra di loro, hanno giocato nella fantasia del Borromini fino a creare un riferimento totalmente originale e potentemente iconico. Il genio del Borromini raggiunse qui un apice e sconcertò i contemporanei testimoni della visione dello spazio che annullava i confini tra massa e atmosfera.

## Riproduzione del modello architettonico nel mondo
Come altre opere di Borromini, anche la chiesa di Sant'Ivo impressionò gli architetti contemporanei che ne recuperarono alcune caratteristiche. Ad esempio, la pianta della mai costruita Chiesa della Trinità di Korostino, nel distretto di Velikij Novgorod, progettata da Gaetano Chiaveri su incarico assunto nel maggio 1721 dall'imperatrice Caterina II, «rappresenta una ripetizione delle numerose varianti del tema della chiesa del Borromini di Sant’Ivo alla Sapienza a Roma».